# Elisabeth Hevelius

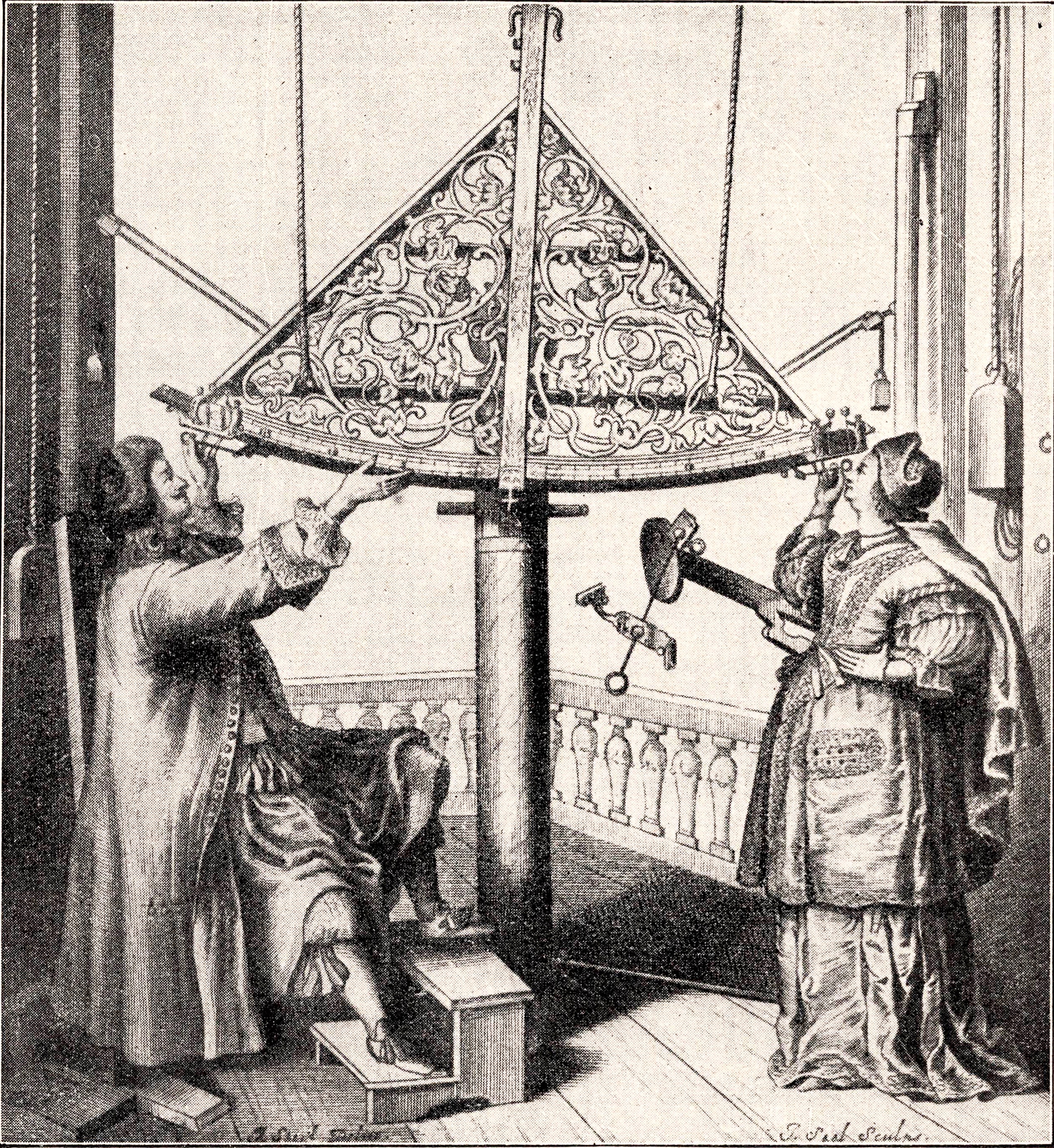
Elisabeth und Johannes Hevelius beim Beobachten.

Elisabeth Catherina Koopmann Hevelius (polnisch Elżbieta Koopman Heweliusz, gelegentlich auch Margaretha Hevel; * 17. Januar 1647 in Danzig; † 22. Dezember 1693 ebenda) war eine Astronomin. Sie ist eine der ersten Astronominnen, zu denen Aufzeichnungen vorliegen. Sie vollendete das Werk Prodromus astronomiae, einen umfangreichen Sternenkatalog. Ihr Beitrag zur Astronomie wurde posthum anerkannt, unter anderem durch die Benennung eines Kraters auf der Venus und eines Asteroiden nach ihr.

## Leben
Elisabeth Koopmann entstammte einer reichen Handelsfamilie in der Hansestadt Danzig. Sie war das siebte von acht Kindern des Kaufmanns Nikolaus Koopmann und dessen Ehefrau Johanna Menigs. Ihre Eltern kamen aus Amsterdam, lebten aber seit 1635 in Danzig. Elisabeth erhielt eine für die damalige Zeit gute Ausbildung und beherrschte einige Fremdsprachen, darunter Latein.
Sie war die zweite Frau des Bierbrauers, Astronomen, Ratsherrn und Bürgermeisters von Danzig, Johannes Hevelius. Bereits als Kind interessierte sie sich für die Sterne und besuchte Johannes Hevelius, der in ihrem Geburtsjahr den Mondatlas Selenographia veröffentlicht hatte. Sie nahm ihm das Versprechen ab, sie später einmal in Astronomie zu unterrichten. Als Hevelius’ erste Frau Catharina starb, erinnerte die 15-jährige den 35 Jahre älteren Mann an sein Versprechen.
Wenig später, im Jahr 1663, heiratete sie den kinderlosen Witwer. Das Ehepaar hatte vier Kinder, von denen ein Sohn früh verstarb. Elisabeth führte den Haushalt, kümmerte sich aber auch um den Schriftverkehr ihres Mannes und korrespondierte mit anderen Astronomen. Sie übersetzte lateinische Texte und übernahm Sternberechnungen für Hevelius. In seinem Werk Machina Coelestis schrieb Hevelius seiner „liebsten Frau“ einige Beobachtungen zu und konstatierte, dass sie durch ihre sorgfältige Arbeit und ständige Anwesenheit die für einen Astronomen üblichen Gehilfen ersetzt habe.
Elisabeth assistierte ihrem Mann in seiner 1640 eingerichteten, großen Sternwarte Stellaeburgum, deren Leitung sie nach einigen Jahren übernahm. Nach 16 Jahren gemeinsamer Arbeit fielen im September 1679 fast alle Instrumente, Aufzeichnungen und die Bibliothek des Paares einem Brand in der Sternwarte zum Opfer. Die beiden bauten alles wieder auf, um weiterforschen zu können.
Gemeinsam kompilierte das Ehepaar den Prodromus astronomiae, einen Sternkatalog über die Himmelspositionen und Helligkeiten von 1564 bekannten und 600 neu entdeckten Sternen. Der Prodromus enthielt eine Dokumentation der Berechnungsmethoden und Beispiele zur Handhabung von Sextanten und Quadranten. Das dreiteilige Werk war der bis dahin größte und genaueste Sternenkatalog und die letzte Publikation dieser Art, die ohne Zuhilfenahme eines Teleskops entstand.  Nach Hevelius’ Tod 1687 stellte Elisabeth den Prodromus alleine fertig und veröffentlichte ihn 1690. Obwohl es sich um ein Gemeinschaftswerk handelte, wurde, wie damals üblich, nur ihr Mann als Autor genannt. Wie groß Elisabeths Anteil am Prodromus war, kann mangels Aufzeichnungen nicht quantifiziert werden.
Elisabeth Hevelius verstarb im Dezember 1693 im Alter von 46 Jahren. Sie wurde in der Familiengruft ihres Mannes in der Danziger St. Katharinenkirche bestattet.

## Rezeption
Elisabeth Hevelius zählt zu den ersten Frauen, deren Leistungen in der Astronomie anerkannt wurden. Sie wird auch „Mutter der Monddiagramme“ genannt.
Der 46 km große Venuskrater Corpman sowie der Asteroid (12625) Koopman wurden nach ihr benannt. Am 30. März 2011 benannte die Stadt Danzig den Straßenbahnzug Pesa Swing 120 mit der Nummer 1022 auf den Namen Elżbieta Koopman Heweliusz, nachdem seit November 2010 die Nummer 1013 den Namen Jan Heweliusz trägt.
Die Universität Danzig hat im Rahmen der Umsetzung des EU Horizon 2020 Programms zur Implementierung eines Gleichstellungsplans für die Jahre 2022–2023 die „Elisabeth Koopman-Hewelius Webseite Frauen in der Wissenschaft“ eingerichtet, auf der u. a. Frauen in Führungspositionen der Universität sowie aktive und ehemalige Professorinnen vorgestellt werden.
Um ihr Leben, ihre Ehe und ihre wissenschaftlichen Leistungen dreht sich der 2006 veröffentlichte historische Roman Die Sternjägerin.